# 会东荛花
会东荛花（学名：Laplacea huidongensis）为山茶科南美大头茶属的植物，为中国的特有植物。分布于中国大陆的四川等地，生长于海拔2,000米的地区，目前尚未由人工引种栽培。